# John McCandless Thompson
John McCandless Thompson (* 4. Januar 1829 bei Butler, Pennsylvania; † 3. September 1903 ebenda) war ein US-amerikanischer Politiker. Zwischen 1874 und 1879 vertrat er zwei Mal den Bundesstaat Pennsylvania im US-Repräsentantenhaus.

## Werdegang
John Thompson war der ältere Bruder des Kongressabgeordneten William George Thompson (1830–1911) aus Iowa. Er besuchte die öffentlichen Schulen seiner Heimat und danach das Witherspoon Institute. Nach einem anschließenden Jurastudium und seiner 1854 erfolgten Zulassung als Rechtsanwalt begann er in Butler in diesem Beruf zu arbeiten. Gleichzeitig schlug er als Mitglied der Republikanischen Partei eine politische Laufbahn ein. In den Jahren 1859 und 1860 saß er als Abgeordneter im Repräsentantenhaus von Pennsylvania; für ein Jahr war er dessen Präsident. Während des Bürgerkrieges diente Thompson bis 1863 als Major und später als Oberstleutnant im Heer der Union. Im Mai 1868 nahm er als Delegierter an der Republican National Convention in Chicago teil, auf der Ulysses S. Grant als Präsidentschaftskandidat nominiert wurde.
Nach dem Rücktritt des Abgeordneten Ebenezer McJunkin wurde Thompson bei der fälligen Nachwahl für den 23. Sitz von Pennsylvania als dessen Nachfolger in das US-Repräsentantenhaus in Washington, D.C. gewählt, wo er am 22. Dezember 1874 sein neues Mandat antrat. Bis zum 3. März 1875 konnte Thompson die laufende Legislaturperiode im Kongress beenden.
Bei den Kongresswahlen des Jahres 1876 wurde Thompson im 26. Wahlbezirk seines Staates erneut in den Kongress gewählt, wo er am 4. März 1877 James Sheakley ablöste. Da er im Jahr 1878 nicht zur Wiederwahl antrat, konnte er dort bis zum 3. März 1879 nur eine weitere Amtszeit verbringen. Nach dem Ende seiner Zeit im US-Repräsentantenhaus praktizierte er wieder als Anwalt. Er starb am 3. September 1903 in Butler, wo er auch beigesetzt wurde.